# Copa Pan-Americana de Voleibol Masculino Sub-21 de 2017
O Copa Pan-Americana de Voleibol Masculino Sub-21 de 2017 foi a 3ª edição do torneio organizado pela NORCECA  em parceria com a CSV, realizado em 16 a 21 de maio, que contou com a participação de sete países.O torneio previa a qualificação de duas seleções para edição do Mundial Juvenil de 2017.A Seleção Brasileira conquista seu bicampeonato na competição e juntamente com a Seleção Cubana, segunda colocada, alcançaram a qualificação supracitada para o Mundial Juvenil do ano em curso; e o jogador brasileiro Victor Cardoso foi eleito o Melhor Jogador de toda competição.

## Seleções participantes
As seguintes seleções participaram da Copa Pan-Americana de Voleibol Masculino Sub-21:
| Equipe     | Última participação |
| ---------- | ------------------- |
| Canadá     | (Sede), 3º em 2015  |
| Chile      | 4º em 2015          |
| Cuba       | estreante           |
| Barbados   | 6º em 2015          |
| Brasil     | 1º em 2015          |
| Guatemala  | estreante           |
| Porto Rico | 4º em 2011          |

## Formato da disputa
As setes seleções foram divididas em Grupo A e B, o primeiro com tres seleções e o último com quatro, em cada grupo as seleções se enfrentam entre si, as primeiras colocadas de cada grupo se classificou diretamente para as semifinais, as segundas e terceiras colocadas disputaram a fase de quartas de final,  e desta última disputa os eliminados uniram-se ao time quarto colocado do Grupo B para definição das classificações inferiores (5º ao 8º lugares).As semifinais conforme já citado foi composta pelo primeiro colocado de cada grupo e os dois melhores times dos confrontos das quartas de final definiu esta fase e os dois melhores times da fase semifinal disputaram a final enquanto os perdedores a disputa do bronze.

## Fase classificatória
Classificação
- Local: Keyano CollegE  -Canadá

## Grupo A
|     |            |     | Jogos | Jogos | Jogos | Resultados | Resultados | Resultados | Resultados | Resultados | Resultados | Sets | Sets | Sets  | Pontos | Pontos | Pontos |
| Pos | Equipe     | Pts | T     | V     | D     | 3–0        | 3–1        | 3–2        | 2–3        | 1–3        | 0–3        | V    | P    | R     | V      | P      | R      |
| --- | ---------- | --- | ----- | ----- | ----- | ---------- | ---------- | ---------- | ---------- | ---------- | ---------- | ---- | ---- | ----- | ------ | ------ | ------ |
| 1   | Cuba       | 6   | 2     | 2     | 0     | 2          | 0          | 0          | 0          | 0          | 0          | 6    | 0    | MAX   | 150    | 90     | 1.667  |
| 2   | Porto Rico | 3   | 2     | 1     | 1     | 0          | 1          | 0          | 0          | 0          | 1          | 3    | 4    | 0.750 | 145    | 143    | 1.014  |
| 3   | Chile      | 0   | 2     | 0     | 2     | 0          | 0          | 0          | 0          | 1          | 1          | 1    | 6    | 0.167 | 111    | 173    | 0.642  |

Resultados
| 16 de maio de 2017 12:09 P2P3AQ1AQ2 | Cuba | 3 — 0             | Chile    | Keyano College, Fort McMurray Público: 400 Árbitro(s): CAN Andrew Cameron BRB Dale Addison |
| 16 de maio de 2017 12:09 P2P3AQ1AQ2 | 25   | Set 1 Set 2 Set 3 | 11 17 15 | Keyano College, Fort McMurray Público: 400 Árbitro(s): CAN Andrew Cameron BRB Dale Addison |

| 17 de maio de 2017 16:00 P2P3AQ1AQ2 | Chile       | 1 — 3                   | Porto Rico | Keyano College, Fort McMurray Público: 100 Árbitro(s): CAN Azad Hosein CUB Ricardo Boroto |
| 17 de maio de 2017 16:00 P2P3AQ1AQ2 | 25 12 21 10 | Set 1 Set 2 Set 3 Set 4 | 23 25      | Keyano College, Fort McMurray Público: 100 Árbitro(s): CAN Azad Hosein CUB Ricardo Boroto |

| 18 de maio de 2017 16:02 P2P3AQ1AQ2 | Porto Rico | 0 — 3             | Cuba  | Keyano College, Fort McMurray Público: 100 Árbitro(s): BRA Fabrício Feliciano CAN Andrew Cameron |
| 18 de maio de 2017 16:02 P2P3AQ1AQ2 | 15 12 20   | Set 1 Set 2 Set 3 | 25 25 | Keyano College, Fort McMurray Público: 100 Árbitro(s): BRA Fabrício Feliciano CAN Andrew Cameron |

## Grupo B
|     |           |     | Jogos | Jogos | Jogos | Resultados | Resultados | Resultados | Resultados | Resultados | Resultados | Sets | Sets | Sets  | Pontos | Pontos | Pontos |
| Pos | Equipe    | Pts | T     | V     | D     | 3–0        | 3–1        | 3–2        | 2–3        | 1–3        | 0–3        | V    | P    | R     | V      | P      | R      |
| --- | --------- | --- | ----- | ----- | ----- | ---------- | ---------- | ---------- | ---------- | ---------- | ---------- | ---- | ---- | ----- | ------ | ------ | ------ |
| 1   | Brasil    | 9   | 3     | 3     | 0     | 2          | 1          | 0          | 0          | 0          | 0          | 9    | 1    | 9,000 | 246    | 143    | 1.720  |
| 2   | Canadá    | 6   | 3     | 2     | 1     | 2          | 0          | 0          | 0          | 1          | 0          | 7    | 3    | 2.333 | 226    | 191    | 1.183  |
| 3   | Guatemala | 3   | 3     | 1     | 2     | 0          | 1          | 0          | 0          | 0          | 2          | 3    | 7    | 0.429 | 191    | 243    | 0.786  |
| 4   | Barbados  | 0   | 3     | 0     | 3     | 0          | 0          | 0          | 0          | 1          | 2          | 1    | 9    | 0.111 | 172    | 258    | 0.667  |

Resultados
| 16 de maio de 2017 18:00 P2P3AQ1AQ2 | Brasil | 3 — 0             | Barbados | Keyano College, Fort McMurray Público: 100 Árbitro(s): CUB Ricardo Barroto PUR Maricela Candelaria |
| 16 de maio de 2017 18:00 P2P3AQ1AQ2 | 25     | Set 1 Set 2 Set 3 | 12 8 12  | Keyano College, Fort McMurray Público: 100 Árbitro(s): CUB Ricardo Barroto PUR Maricela Candelaria |

| 16 de maio de 2017 20:00 P2P3AQ1AQ2 | Canadá | 3 — 0             | Guatemala | Keyano College, Fort McMurray Público: 350 Árbitro(s): BRA Fabrício Feliciano CHI Reinaldo Careaga |
| 16 de maio de 2017 20:00 P2P3AQ1AQ2 | 25     | Set 1 Set 2 Set 3 | 16 17 15  | Keyano College, Fort McMurray Público: 350 Árbitro(s): BRA Fabrício Feliciano CHI Reinaldo Careaga |

| 17 de maio de 2017 18:30 P2P3AQ1AQ2 | Guatemala | 0 — 3             | Brasil | Keyano College, Fort McMurray Público: 150 Árbitro(s): BRB Dale Addison PUR Maricela Candelaria |
| 17 de maio de 2017 18:30 P2P3AQ1AQ2 | 14 10 11  | Set 1 Set 2 Set 3 | 25     | Keyano College, Fort McMurray Público: 150 Árbitro(s): BRB Dale Addison PUR Maricela Candelaria |

| 17 de maio de 2017 20:22 P2P3AQ1AQ2 | Canadá | 3 — 0             | Barbados | Keyano College, Fort McMurray Público: 200 Árbitro(s): GUA Edwin Morataya BRA Fabrício Feliciano |
| 17 de maio de 2017 20:22 P2P3AQ1AQ2 | 25     | Set 1 Set 2 Set 3 | 14 17 16 | Keyano College, Fort McMurray Público: 200 Árbitro(s): GUA Edwin Morataya BRA Fabrício Feliciano |

| 18 de maio de 2017 18:00 P2P3AQ1AQ2 | Barbados    | 1 — 3                   | Guatemala | Keyano College, Fort McMurray Público: 250 Árbitro(s): PUR Maricela Candelaria CAN Azad Hosein |
| 18 de maio de 2017 18:00 P2P3AQ1AQ2 | 32 26 14 21 | Set 1 Set 2 Set 3 Set 4 | 34 24 25  | Keyano College, Fort McMurray Público: 250 Árbitro(s): PUR Maricela Candelaria CAN Azad Hosein |

| 18 de maio de 2017 20:32 P2P3AQ1AQ2 | Canadá      | 1 — 3                   | Brasil   | Keyano College, Fort McMurray Público: 380 Árbitro(s): CUB Ricardo Barroto CHI Reinaldo Careaga |
| 18 de maio de 2017 20:32 P2P3AQ1AQ2 | 17 25 20 14 | Set 1 Set 2 Set 3 Set 4 | 25 21 25 | Keyano College, Fort McMurray Público: 380 Árbitro(s): CUB Ricardo Barroto CHI Reinaldo Careaga |

## Quartas de final
| 19 de maio de 2017 18:00 P2P3AQ1AQ2 | Porto Rico     | 2 — 3                         | Guatemala      | Keyano College, Fort McMurray Público: 150 Árbitro(s): CHI Reinaldo Careaga BRB Dale Addison |
| 19 de maio de 2017 18:00 P2P3AQ1AQ2 | 13 25 21 25 14 | Set 1 Set 2 Set 3 Set 4 Set 5 | 25 22 25 22 16 | Keyano College, Fort McMurray Público: 150 Árbitro(s): CHI Reinaldo Careaga BRB Dale Addison |

| 19 de maio de 2017 20:00 P2P3AQ1AQ2 | Canadá   | 3 — 1                   | Chile       | Keyano College, Fort McMurray Público: 150 Árbitro(s): GUA Edwin Morataya PUR Maricela Candelaria |
| 19 de maio de 2017 20:00 P2P3AQ1AQ2 | 25 22 25 | Set 1 Set 2 Set 3 Set 4 | 15 18 25 10 | Keyano College, Fort McMurray Público: 150 Árbitro(s): GUA Edwin Morataya PUR Maricela Candelaria |

## Quinto lugar
| 20 de maio de 2017 14:00 P2P3AQ1AQ2 | Porto Rico | 3 — 0             | Chile    | Keyano College, Fort McMurray Público: 100 Árbitro(s): CUB Ricardo Borroto CAN Andrew Cameron |
| 20 de maio de 2017 14:00 P2P3AQ1AQ2 | 25         | Set 1 Set 2 Set 3 | 22 14 18 | Keyano College, Fort McMurray Público: 100 Árbitro(s): CUB Ricardo Borroto CAN Andrew Cameron |

## Semifinais
| 20 de maio de 2017 16:00 P2P3AQ1AQ2 | Brasil | 3 — 0             | Guatemala | Keyano College, Fort McMurray Público: 200 Árbitro(s): BRB Dale Addison CHI Reinaldo Careaga |
| 20 de maio de 2017 16:00 P2P3AQ1AQ2 | 25     | Set 1 Set 2 Set 3 | 10 16 20  | Keyano College, Fort McMurray Público: 200 Árbitro(s): BRB Dale Addison CHI Reinaldo Careaga |

| 20 de maio de 2017 18:02 P2P3AQ1AQ2 | Cuba  | 3 — 1                   | Canadá      | Keyano College, Fort McMurray Público: 400 Árbitro(s): BRA Fabrício Feliciano GUA Edwin Morataya |
| 20 de maio de 2017 18:02 P2P3AQ1AQ2 | 19 25 | Set 1 Set 2 Set 3 Set 4 | 25 22 18 19 | Keyano College, Fort McMurray Público: 400 Árbitro(s): BRA Fabrício Feliciano GUA Edwin Morataya |

## Sexto lugar
| 21 de maio de 2017 14:00 P2P3AQ1 AQ2 | Barbados | 0 — 3             | Chile | Keyano College, Fort McMurray Público: 100 Árbitro(s): CAN Azad Hosein GUA Edwin Morataya |
| 21 de maio de 2017 14:00 P2P3AQ1 AQ2 | 20 18 17 | Set 1 Set 2 Set 3 | 25    | Keyano College, Fort McMurray Público: 100 Árbitro(s): CAN Azad Hosein GUA Edwin Morataya |

## Terceiro lugar
| 21 de maio de 2017 16:00 P2P3AQ1 AQ2 | Guatemala | 0 — 3             | Canadá | Keyano College, Fort McMurray Público: 200 Árbitro(s): PUR Maricela Candelaria CUB Ricardo Borroto |
| 21 de maio de 2017 16:00 P2P3AQ1 AQ2 | 15 17 19  | Set 1 Set 2 Set 3 | 25     | Keyano College, Fort McMurray Público: 200 Árbitro(s): PUR Maricela Candelaria CUB Ricardo Borroto |

## Final
| 21 de maio de 2017 18:00 P2P3AQ1 AQ2 | Brasil   | 3 — 1                   | Cuba     | Keyano College, Fort McMurray Público: 250 Árbitro(s): CAN Andrew Cameron CHI Reinaldo Careaga |
| 21 de maio de 2017 18:00 P2P3AQ1 AQ2 | 25 17 25 | Set 1 Set 2 Set 3 Set 4 | 23 25 18 | Keyano College, Fort McMurray Público: 250 Árbitro(s): CAN Andrew Cameron CHI Reinaldo Careaga |